# Capitão Enéas
Capitão Enéas är en kommun i Brasilien.   Den ligger i delstaten Minas Gerais, i den sydöstra delen av landet, 500 km öster om huvudstaden Brasília. Antalet invånare är 14 206.
Omgivningarna runt Capitão Enéas är huvudsakligen savann. Runt Capitão Enéas är det glesbefolkat, med 10 invånare per kvadratkilometer.